# Arquidiocese de Nanquim
A Arquidiocese de Nanquim (Archidiœcesis Nanchinensis, em chinês, 天主教南京总教区) é uma arquidiocese da Igreja Católica situada em Nanquim, na República Popular da China. É fruto da elevação da diocese de Nanquim. Atualmente está em sede vacante, desde 1978, devido as relações estremecidas entre a Santa Sé e o governo local. Seu atual arcebispo nomeado pela conferência episcopal chinesa (não oficial) é Francis Xavier Lu Xin-Ping. Sua Sé é a Catedral da Imaculada Conceição.

## História
O vicariato apostólico de Nanquim foi erigido em 1659 pelo Papa Alexandre VII. O vicariato foi erigido para servir as necessidades dos católicos chineses e coordenar melhor a evangelização em várias províncias chinesas, principalmente as do norte da China. Antes da formação do vicariato apostólico, todo o território chinês estava sob jurisdição eclesiástica da Diocese de Macau.
O vicariato apostólico foi promovido a diocese de Nanquim no dia 10 de abril de 1690, pela bula papal “Romanus Pontifex” do Papa Alexandre VIII. Surgiu pela necessidade de se dividir o território chinês em 3 dioceses: Nanquim, Pequim e Macau, todas elas vinculadas ao Padroado português e sufragâneas da Arquidiocese de Goa.
Após disputas entre o Padroado português e a Congregação de Propaganda Fide, a diocese foi transformada no vicariato apostólico de Kiangnan, em 1856, desvinculando-se assim do Padroado. Em 1921, teve seu nome alterado para vicariato apostólico de Kiangsu e, em 1922, para vicariato apostólico de Nanquim.
Em 11 de abril de 1946, o Papa Pio XII eleva o vicariato apostólico a Arquidiocese. Após a morte do Cardeal Paul Yü Pin, em 1978, não foram mais nomeados arcebispos para a Arquidiocese, devido ao regime comunista de Pequim, que não permite as atividades da Igreja no país.

## Prelados

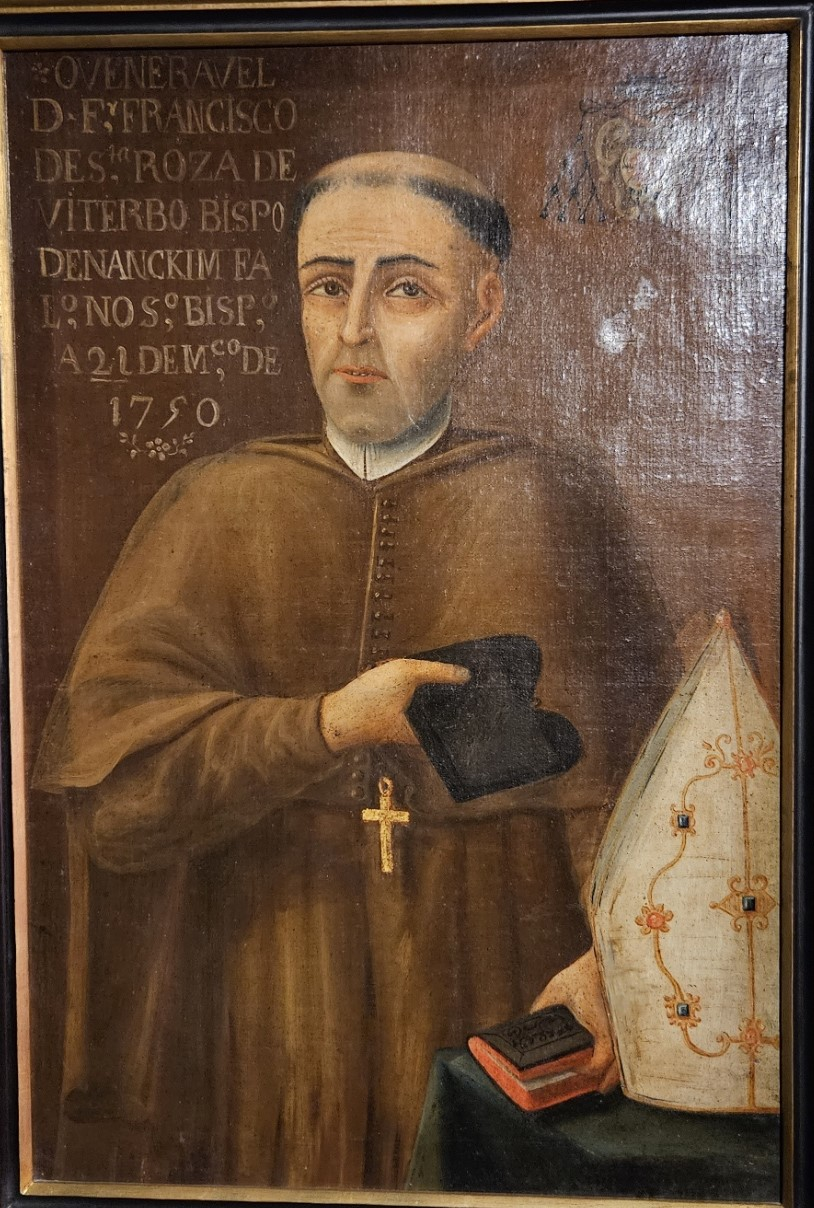
Retrato de Frei Francisco de Santa Rosa de Viterbo, óleo sobre tela de Autor desconhecido, século XVIII, na Fundação Oriente.

### Vigários Apostólicos de Nanquim (1659 - 1690)
- Ignace Cotolendi, M.E.P. (1660 - 1662)
- Gregory Luo Wen-zao (Lopez), O.P. (1674 - 1690)

### Bispos de Nanquim (1690 - 1856)
- Gregory Luo Wen-zao (Lopez), O.P. (1690 - 1691)
- Alexandre Luís Ciceri, S.J. (1694 - 1704)
- António Pais Godinho (1716 - 1720), não saiu de Lisboa
- Frei Manuel de Jesus Maria José, O.F.M. (1720 - 1738)
  - Frei Henrique de Santo António, não aceitou o bispado
- Francisco de Santa Rosa Viterbo (1742 - 1750)
- Godofredo Xavier Laimbeckowen, S.J. (1752 - 1787)
- Eusébio Luciano Carvalho Gomes da Silva, C.M. (1789 - 1790)
- Caetano Pereira Pires, C.M. (1804 - 2 de Novembro de 1838) ao mesmo tempo administrador apostólico da Diocese de Pequim entre 1827 e 1838.

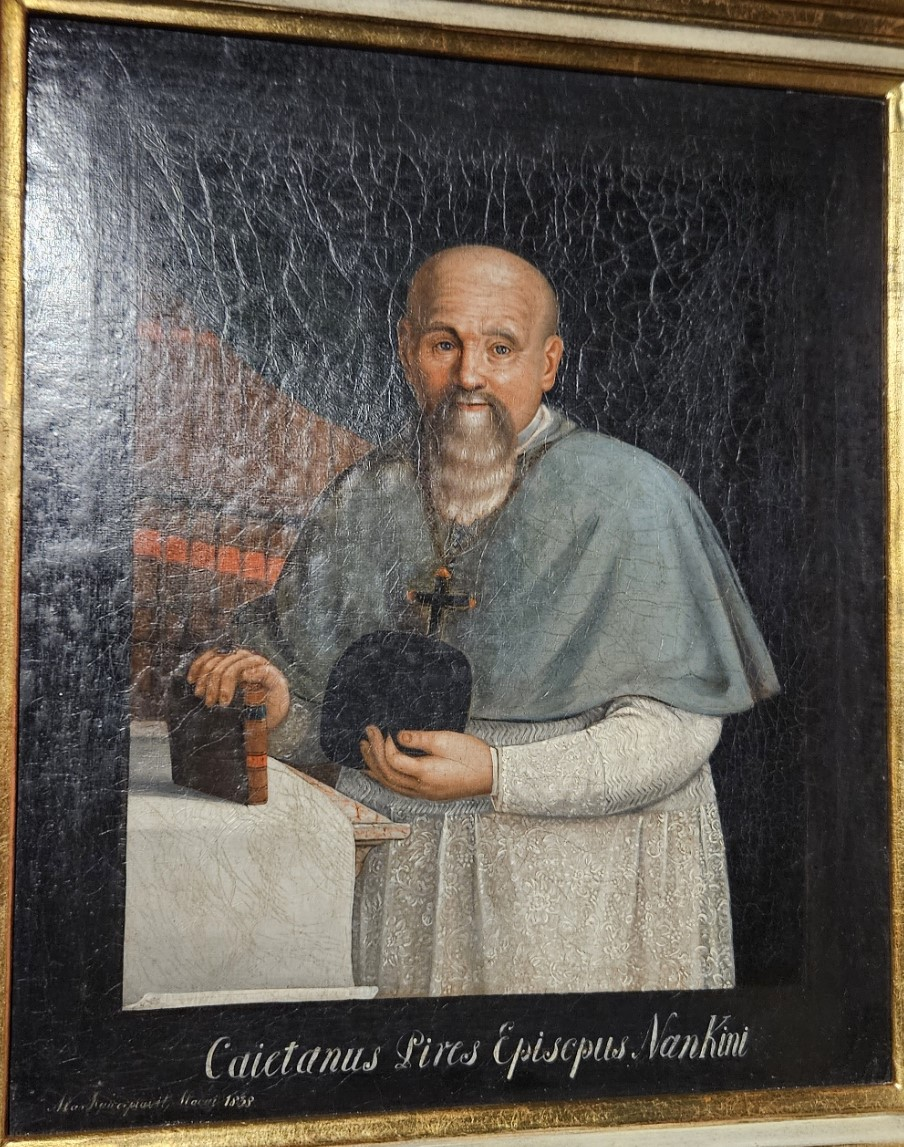
Retrato de Caetano Pereira Pires, óleo sobre tela de de Autor desconhecido, de cerca de 1838, na Fundação Oriente.

### Vigários apostólicos de Kiangnan
- André-Pierre Borgniet, S.J. (1859 - 1862)
- Adrien-Hyppolyte Languillat, S.J. (1864 - 1878)
- Valentin Garnier, S.J. (1879 - 1898)
- Jean-Baptiste Simon, S.J. (1899)
- Próspero París, S.J. (1900 - 1921)

### Vigário apostólico de Kiangsu
- Próspero París, S.J. (1921 - 1922)

### Vigários apostólicos de Nanquim
- Próspero París, S.J. (1922 - 1931)
- Auguste Haouisée, S.J. (1931 - 1933)
- Paul Cardeal Yü Pin (1936 - 1946)

### Arcebispos de Nanquim
- Paul Yü Pin (1946 - 1978)
- sede vacante (1978 - presente)
  - Ignatius Kung Pin-mei (1950 - 2000, administrador apostólico)